# Стрибки з трампліна на зимових Олімпійських іграх 1956
Змагання зі стрибків з трампліна на зимових Олімпійських іграх 1956 складалися з однієї дисципліни і відбулись 5 лютого на Трамполіно Олімпіко в Кортіна-д'Ампеццо (Італія).

## Чемпіони та призери

### Таблиця медалей
| Місце              | Країна                           | Золото | Срібло | Бронза | Загалом |
| ------------------ | -------------------------------- | ------ | ------ | ------ | ------- |
| 1                  | Фінляндія (FIN)                  | 1      | 1      | 0      | 2       |
| 2                  | Об'єднана німецька команда (EUA) | 0      | 0      | 1      | 1       |
| Загалом (2 збірні) | Загалом (2 збірні)               | 1      | 1      | 1      | 3       |

### Медалісти
| Дисципліна          | Золото                      | Золото | Срібло                       | Срібло | Бронза                                  | Бронза |
| ------------------- | --------------------------- | ------ | ---------------------------- | ------ | --------------------------------------- | ------ |
| Нормальний трамплін | Антті Хювярінен · Фінляндія | 227.0  | Ауліс Каллакорпі · Фінляндія | 225.0  | Гаррі Ґлас · Об'єднана німецька команда | 224.5  |

## Результати
| Місце | Спортсмен                | Країна                     | 1-й стрибок | 2-й стрибок | Сума  |
| ----- | ------------------------ | -------------------------- | ----------- | ----------- | ----- |
| 1     | Антті Хювярінен          | Фінляндія                  | 111.5       | 115.5       | 227.0 |
| 2     | Ауліс Каллакорпі         | Фінляндія                  | 114.5       | 110.5       | 225.0 |
| 3     | Гаррі Ґлас               | Об'єднана німецька команда | 115.0       | 109.5       | 224.5 |
| 4     | Макс Болькарт            | Об'єднана німецька команда | 111.5       | 111.0       | 222.5 |
| 5     | Свен Петтерссон          | Швеція                     | 109.5       | 110.5       | 220.0 |
| 6     | Андреас Дешер            | Швейцарія                  | 108.0       | 111.5       | 219.5 |
| 7     | Ейно Кірйонен            | Фінляндія                  | 107.5       | 111.5       | 219.0 |
| 8     | Вернер Лесер             | Об'єднана німецька команда | 105.0       | 105.0       | 210.0 |
| 9     | Сверре Сталлвік          | Норвегія                   | 104.5       | 103.5       | 208.0 |
| 10    | Хеммо Сільвеннойнен      | Фінляндія                  | 102.5       | 105.0       | 207.5 |
| 11    | Арне Гоель               | Норвегія                   | 104.5       | 102.0       | 206.5 |
| 12    | Зепп Брадль              | Австрія                    | 104.5       | 101.0       | 205.5 |
| 13    | Хіросі Йосідзава         | Японія                     | 106.5       | 98.5        | 205.0 |
| 14    | Брор Естман              | Швеція                     | 102.5       | 102.0       | 204.5 |
| 15    | Вальтер Габерзаттер      | Австрія                    | 102.0       | 99.5        | 201.5 |
| 16    | Микола Шамов             | СРСР                       | 103.0       | 98.0        | 201.0 |
| 16    | Владислав Тайнер         | Польща                     | 98.0        | 103.0       | 201.0 |
| 18    | Асб'єрн Уснес            | Норвегія                   | 102.0       | 97.5        | 199.5 |
| 19    | Рудольф Швайнберґер      | Австрія                    | 100.0       | 99.0        | 199.0 |
| 20    | Анджей Гонсениця Даніель | Польща                     | 102.0       | 96.5        | 198.5 |
| 21    | Арт Девлін               | США                        | 98.5        | 96.0        | 194.5 |
| 22    | Йоже Зидар               | Югославія                  | 99.5        | 94.5        | 194.0 |
| 23    | Албін Рогель             | Югославія                  | 94.0        | 98.5        | 192.5 |
| 24    | Янез Полда               | Югославія                  | 96.5        | 95.0        | 191.5 |
| 25    | Роман Гонсениця Сечка    | Польща                     | 101.5       | 88.0        | 189.5 |
| 26    | Зепп Кляйсль             | Об'єднана німецька команда | 95.0        | 94.0        | 189.0 |
| 27    | Жак Шарлан               | Канада                     | 94.5        | 93.5        | 188.0 |
| 28    | Моймір Стухлік           | Чехословаччина             | 98.5        | 89.0        | 187.5 |
| 29    | Яхим Булін               | Чехословаччина             | 93.5        | 92.5        | 186.0 |
| 30    | Коба Цакадзе             | СРСР                       | 107.0       | 78.0        | 185.0 |
| 30    | Йозеф Гучек              | Польща                     | 95.5        | 89.5        | 185.0 |
| 30    | Отто Леодольтер          | Австрія                    | 94.0        | 91.0        | 185.0 |
| 33    | Тіто Толін               | Італія                     | 91.0        | 93.5        | 184.5 |
| 34    | Юрій Мошкін              | СРСР                       | 91.5        | 92.5        | 184.0 |
| 35    | Сверре Стенерсен         | Норвегія                   | 90.5        | 93.0        | 183.5 |
| 36    | Рой Шервуд               | США                        | 94.0        | 89.0        | 183.0 |
| 37    | Луїджі Пеннаккіо         | Італія                     | 91.0        | 89.5        | 180.5 |
| 38    | Альфредо Прукер          | Італія                     | 88.0        | 91.5        | 179.5 |
| 39    | Коїті Сато               | Японія                     | 91.0        | 87.5        | 178.5 |
| 40    | Конрад Роша              | Швейцарія                  | 89.5        | 87.5        | 177.0 |
| 41    | Гольґер Карлссон         | Швеція                     | 71.5        | 104.5       | 176.0 |
| 42    | Ніколае Мунтяну          | Румунія                    | 85.0        | 90.0        | 175.0 |
| 43    | Вілліс Олсон             | США                        | 84.5        | 90.0        | 174.5 |
| 44    | Ерік Стюф                | Швеція                     | 102.5       | 66.5        | 169.0 |
| 45    | Франсіс Перре            | Швейцарія                  | 86.0        | 82.5        | 168.5 |
| 46    | Рішар Рабаза             | Франція                    | 84.5        | 83.0        | 167.5 |
| 46    | Андре Мооньє             | Франція                    | 82.5        | 85.0        | 167.5 |
| 48    | Енцо Перін               | Італія                     | 83.5        | 80.5        | 164.0 |
| 48    | Режіс Робер Рей          | Франція                    | 82.0        | 82.0        | 164.0 |
| 50    | Янез Горишек             | Югославія                  | 81.5        | 80.5        | 162.0 |
| 51    | Дік Рагой                | США                        | 86.0        | 72.0        | 158.0 |

## Країни-учасниці
У змаганнях зі стрибків з трампліна на Олімпійських іграх у Кортіна-д'Ампеццо взяли участь спортсмени 16-ти країн. Радянський Союз дебютував у цьому виді програми.
- Австрія (4)
- Канада (1)
- Фінляндія (4)
- Франція (3)
- Об'єднана німецька команда (4)
- Італія (4)
- Японія (2)
- Норвегія (4)
- Польща (4)
- Румунія (1)
- Швейцарія (3)
- Швеція (4)
- Чехословаччина (2)
- СРСР (3)
- США (4)
- Югославія (4)